# José María Morelos
José María Morelos (teljes nevén José María Teclo Morelos Pérez y Pavón ( hallgat), Valladolid (ma Morelia), 1765. szeptember 30. – Ecatepec, 1815. december 22.) mexikói függetlenségi harcos, a függetlenségi mozgalom egyik vezéralakja.
A középosztálybeli családból származó Morelos fiatalon több mint egy évtizeden át egy haciendán dolgozva megismerkedett a vidéki, alsóbb osztálybeli nép problémáival is. Amikor később szülővárosában tanulni kezdett, eljutottak hozzá az iskola rektorának, Miguel Hidalgónak az eszméi, melyek többek között a társadalmi egyenlőtlenségek és igazságtalanságok felszámolását is célul tűzték ki. Morelos a szemináriumi záróvizsga után Carácuaróban és Nocupétaróban katolikus papként működött, majd 1810 októberében csatlakozott Hidalgo függetlenségi mozgalmához. Azt a feladatot kapta, hogy segítsen megszervezni a déli országrészek felkelését.
Kimagasló katonai tehetsége hamar megmutatkozott. A köréje sereglők száma egyre nőtt, és velük egyre több győztes csatát vívott a spanyolok ellen. Öt hadjárata során olyan jelentős városokat tudott elfoglalni, mint Oaxaca és Acapulco, neki köszönhető, hogy 1813 tavaszára már óriási déli területek álltak a felkelők irányítása alatt.
Mindeközben foglalkozott a mozgalom intézményesítésével, egyfajta kormányzat felállításának ötletével is. 1811-től 1813-ig tagja volt a Zitácuaro városában összeült Legfelsőbb Amerikai Nemzeti Juntának, 1813 őszén ő hívta össze Chilpancingóban az anáhuaci kongresszust, amely a felkelő erők főtábornokává (generalísimo) választotta. Itt olvasták fel Sentimientos de la Nación című írását, amelyben összefoglalta a mozgalom fő céljait: a spanyol fennhatóság alatt álló Észak-Amerika függetlenségét, a társadalmi igazságtalanságok megszüntetését (többek között a rabszolgaság eltörlését) és jelentős adócsökkentést. 1814 októberétől, az apatzingáni alkotmány kiadásától kezdve a frissen megalakult végrehajtó hatalmi szerv elnöke volt. A magas rangjára utaló megszólításokat mindig visszautasította, magát csak a „Nemzet Szolgájának” (Siervo de la Nación) nevezte.
1815 novemberében Temalaca mellett egy árulóvá vált korábbi társa foglyul ejtette. Mexikóvárosban állították bíróság elé és Isten, a haza és a király elárulásának vádjával halálra ítélték. Ecatepecben lőtték agyon december 22-én.
Ma Mexikó egyik legnagyobb nemzeti hősének tartják, róla nevezték el többek között Morelia városát, Morelos államot, valamint az ő tiszteletére kapta számos település neve a de Morelos utótagot: többek között Ecatepec de Morelos, ahol kivégezték, Cuautla de Morelos, melyet 1812-ben hónapokig védelmezett a spanyol támadók ellen, valamint Carácuaro de Morelos, ahol fiatalon pap volt.

## Származása

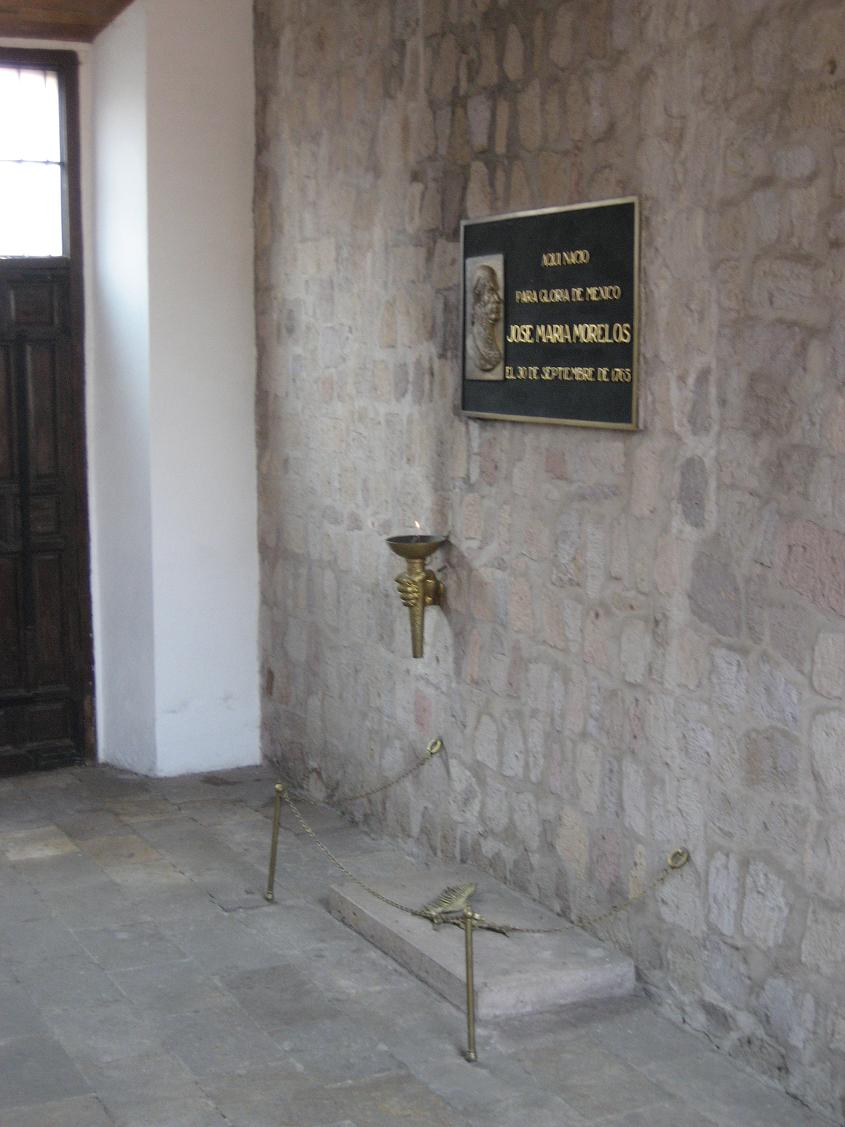
Emléktábla Morelos szülőházán

1765-ben született Valladolid (ma Michoacán állam fővárosa Morelia néven) San Agustín nevű városrészében José Manuel Morelos asztalosmester és Juana María Guadalupe Pérez Pavón fiaként. Bár a gyermek valójában mesztic volt, keresztlevelük szerint szülei is és ő is spanyolnak számítottak. Az akkori, rétegekre szigorúan elkülönülő társadalomban ez a származás előnyt jelentett, ezért aki tehette, igyekezett gyermekét spanyolnak elismertetni. Amikor 50 évvel később Morelos a bíróság előtt állt, saját magát is spanyol származásúnak vallotta.

## Fiatal évei
Az apa 1774-ben elhagyta családját. A gyermek anyai nagyapjától tanult meg írni, de a család szűkös anyagi helyzete miatt szemináriumba nem tudták beíratni. 1779-től 1790-ig Apatzingán mellett a cukornádtermeléssel foglalkozó tahuejói haciendán dolgozott, valószínűleg könyvelőként vagy írnokként, de Carlos María de Bustamante szerint foglalkozott áruszállítással is a Mexikóváros és Acapulco közötti úton. Mindeközben kiváló lovassá vált és megismerte a vidéki, főként indiánokból és meszticekből álló nép szegény sorát és elnyomatását.
A középosztály kreol és mesztic tagjainak szinte az egyetlen felemelkedési lehetőség abban az időben az egyházi pálya volt. Ezért, és nem elhivatottságból választotta Morelos is ezt az életutat: 1790-ben visszatért szülővárosába, ahol beiratkozott a Colegio de San Nicolásba. Itt latin nyelvet, szónoklattant, filozófiát és erkölcsöt tanult, és itt ismerte meg Miguel Hidalgo y Costilla eszméit is, aki akkor az intézmény rektora volt. 1792-től ugyancsak Valladolidban a Seminario Tridentinóba kezdett járni, itt többek között teológiát tanult. Záróvizsgát ezen év április 28-án tett a mexikóvárosi Real y Pontificia Universidad egyetemen.
Decemberben aldiakónussá avatták, 1796 elején pedig Uruapanban segédpapként valamint grammatika- és retorikatanítóként kezdett dolgozni. Szeptemberben diakónus lett, 1797. szeptember 21-én pedig presbiter. 1798 elején Churumuco és La Huacana ideiglenes papja volt, 1799-től pedig a carácuarói Szent Ágoston-templomé és Nocupétaróé. Az elkövetkezendő években lehetősége nyílt kereskedelemmel és építkezéssel is foglalkozni, az így összegyűjtött vagyonból pedig megvásárolt egy házat Valladolidban, a városban, ahová mindig is visszavágyott.
Egyházi pályája ellenére gyermekei is születtek: 1803. május 15-én Carácuaróban egy Brigída Almonte nevű nőtől született Juan Nepomuceno Almonte nevű fia, 1808-ban pedig Nocupétaróban José Victoriano, akinek anyja María Ramona Galván volt. Egyes hírek szerint 1809-ben Carácuaróban egy lánya is született, 1815-ben pedig azt vallotta, Nocupétaróban még egy lánya is világra jött.

## A függetlenségi harcokban
A függetlenségi mozgalomnak a kezdetek kezdetén még nem volt tagja, de nagy lökést adott számára, amikor megismerte Miguel Hidalgo 1810. október 19-én írt kiáltványát, amelyben a rabszolgaság eltörlését sürgette. Másnap már találkozott is Hidalgóval, és csatlakozott a felkeléshez. Erre a találkozóra Charóban került sor, amikor Hidalgo serege Valladolidból Mexikóváros felé vonult. Morelos Indaparapeóban azt a megbízást kapta Hidalgótól, hogy segítsen megszervezni a déli partok lakosságának fegyveres felkelését, és próbálja meg elfoglalni a déli területeket, mindenekelőtt Acapulco fontos kikötővárosát.

### Hadjáratai

#### Első hadjárata

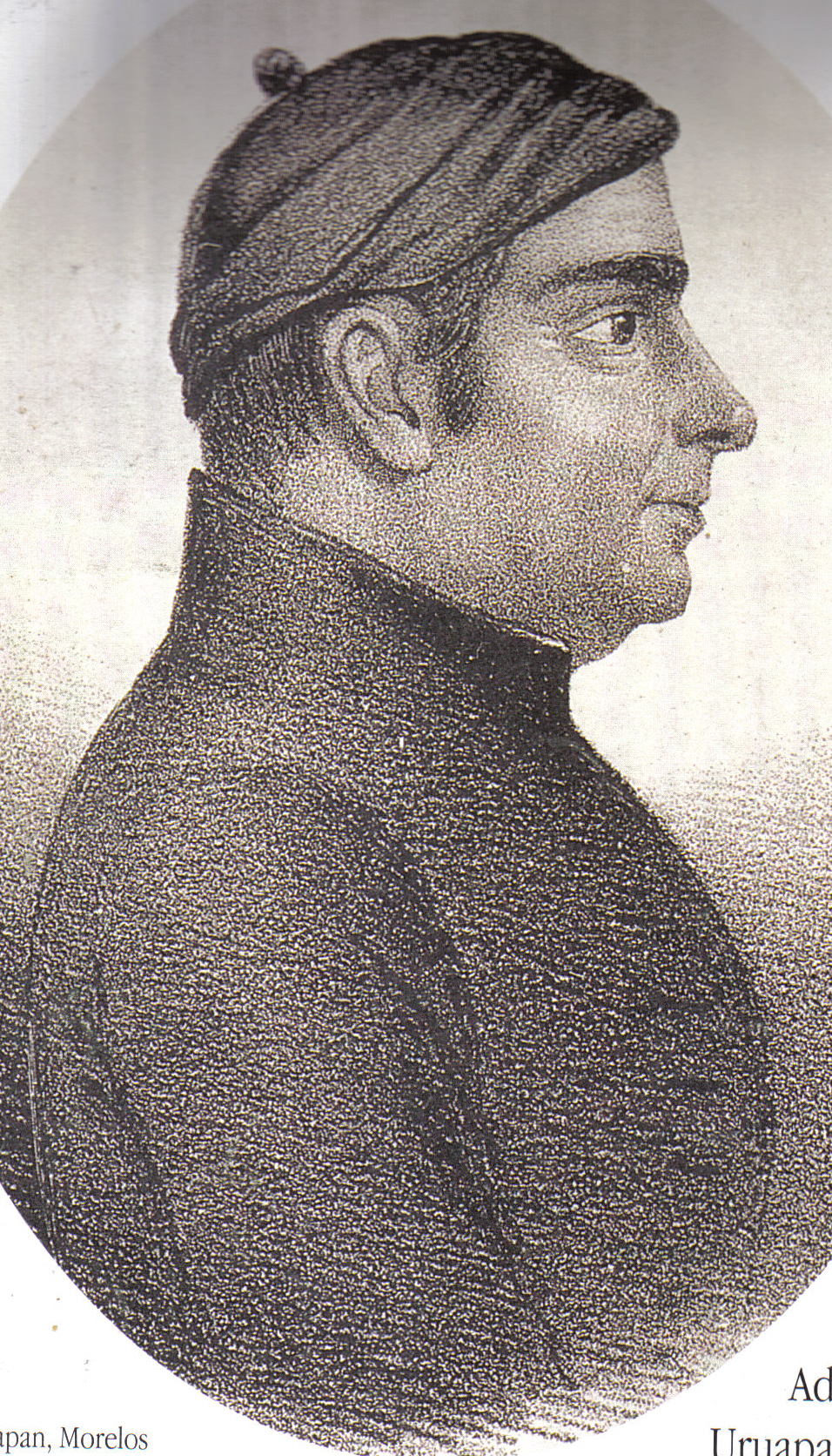
Rajz Morelosról

Október 25-én megkezdte első hadjáratát: Carácuaróban kezdetben csak 25 embert fegyverzett fel, majd Nocupétarón, Huetamón, Coahuayutlán és Zacatulán át Petatlánba vonult, útközben folyamatosan növelte seregét. November 7-én Técpanban a Galeana testvérektől megkapta első, kis méretű ágyúját, az El Niñót.
Dél felé, Acapulco irányában továbbhaladva vívták első csatájukat: november 13-án Luis Calatayud csapataival ütköztek meg El Veladerónál. November 17-én Morelos kiadott egy hirdetményt, amelyben a rabszolgaság eltörlését és a társadalmi osztályok közötti különbségek megszüntetését sürgette. Morelos tevékenysége nyugtalanította az alkirályt, ezért Juan Francisco París csapatait küldte ellene, ám december 8-án El Veladerónál a felkelők visszaverték őket, sőt öt nappal később Sabanánál újra elhárítottak egy királypárti támadást. 1811 januárjának elején ugyanitt csapatai egyesültek Hermenegildo Galeanáéival, de mivel az elkövetkezendő napokban sikertelenül ostromolták Acapulcót, Morelos inkább visszavonult Técpanba. Itt belekezdett egy saját kormányzat megszervezésébe.
Május 3-án a Brea haciendában Galeanát helyettesévé nevezte ki, majd elküldte a Chichihualco haciendába, hogy onnan ellátmányt szerezzen. Galeana sikerrel járt: 17-én megérkezve a haciendába nemcsak újabb harcosokat állított a maga oldalára és nemcsak fegyvereket hozott magával, hanem azt is elérte, hogy Bravóék (Leonardo, Miguel, Víctor, Máximo és Nicolás) csatlakoztak a mozgalomhoz.
Morelos ezután El Veladeróba, majd Chilpancingóba ment. Útközben David Farót és Mariano Tabarest az Amerikai Egyesült Államokba küldte, hogy segítséget próbáljon szerezni, de nem jutottak el céljukig. Május 26-án Tixtlában találkozott Vicente Guerreróval, majd kiadott egy hirdetményt egy új, nemzeti rézpénz bevezetéséről, foglalkozott az indián falvak mezőgazdasági problémáival, valamint írt egy levelet Ignacio López Rayónnak is, amelyben egy felkelő junta megszervezéséről elmélkedett. Augusztus 14-én visszatért Chilpancingóba, majd két nappal később Juan Antonio Fuentes csapataitól elfoglalta Chilapát, ezután Técpanba, végül El Veladeróba ment. Október közepén ismét Chilapa, november közepén pedig Tlapa volt a célja.
Eközben azonban, augusztus 19-én Rayón Zitácuaróban összehívta az úgynevezett Legfelsőbb Amerikai Nemzeti Juntát, amely a felkelők kormányának szerepét volt hivatott betölteni. Rayón és Morelos már régebb óta folyamatos kapcsolatban álltak egymással, ám hamarosan konfliktusok kezdtek kiéleződni közöttük. Ennek első jelei akkor jelentkeztek, amikor David Faro és Mariano Tavares csatlakozott a felkelőkhöz. Ők néhány hónap múlva szemmel láthatóan eltávolodtak a függetlenségi eszmétől, ennek ellenére, és Morelos ellenkezését is figyelmen kívül hagyva, Rayón az előbbit ezredessé, utóbbit brigadérossá nevezte ki. Szeptember végén Faro és Tavares egy kisebbfajta „ellenforradalmat” robbantott ki a színes bőrű felkelőket és fehéreket egymás ellen hergelve. Ezt sikerült elfojtani anélkül, hogy jelentősebb károkat okozott volna a mozgalomban, de a történtek hatására Morelos és Rayón viszonya visszavonhatatlanul megromlott.

#### Második hadjárata

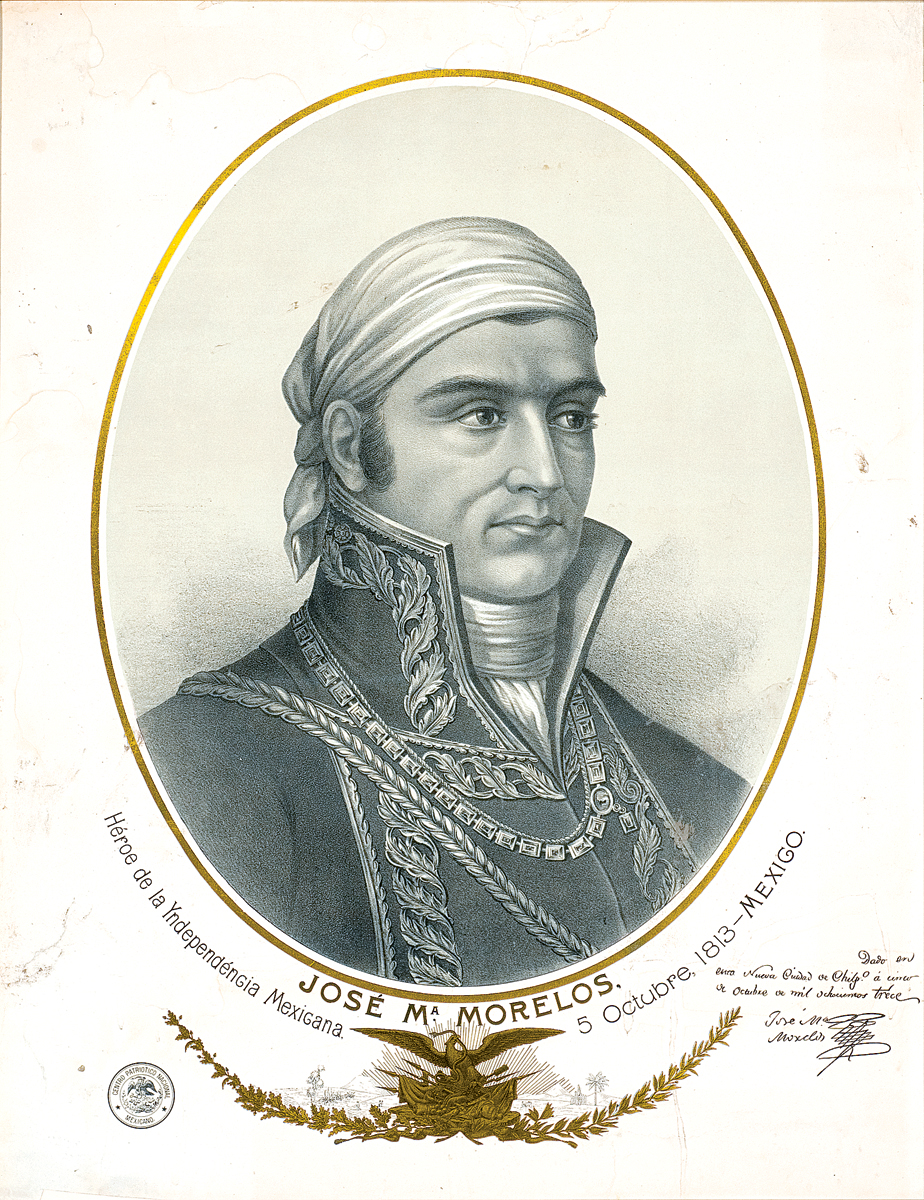
Rajz Morelosról, 1813

December 3-án bevette Chiautla de la Salt, 10-én Izúcarba érkezett, ahol egy héttel később visszaverte a királypártiak támadását, újabb egy nappal később pedig találkozott Mariano Matamorosszal. Innen Cuautla de Amilpasba, Cuernavacába, majd februárban ismét Cuautlába ment.
Félix María Calleja, az ellenség vezére úgy vélte, Morelos katonailag képzetlen serege a többnyire vályogból készült, nádtetős házakból álló, ezért nehezen védhető városban nem tud ellenállni az ő fegyelmezett, 7000 fős seregének, ezért úgy tervezte, február 19-én lerohanja Cuautlát. A védő seregek főként puskákkal és macsetékkel rendelkeztek, valamint 16 ágyúval, köztük a Galeanáéktól kapott El Niñóval. Bár a spanyolok első rohama sikeres volt, a védők végül mégis felül tudtak kerekedni a helyzeten és visszaverték a támadókat, sőt Casa Rul és Juan Nepomuceno Oviedo ezredest meg is ölték. Ezért Calleja úgy döntött, az elsöprő támadás helyett inkább ostrom alá veszi a várost.
Morelos csapatai hónapokig állták az ostromot, de a több mint 70 napos harc során a bekerített városban először az élelem kezdett megfogyatkozni, majd Calleja emberei a vizet is elzárták a védők elől. A leghevesebb harcok ezután a víznyerőhelyek körül dúltak. Amikor már végleg elfogyott minden élelmiszer, Morelos úgy döntött, hogy a felajánlott amnesztia elfogadása nélkül kitörnek az ostromgyűrűből. Erre május 2-ára virradó éjjel került sor: bár sok felkelő elesett és a nagy nehezen összegyűjtött fegyverek egy része is odaveszett, végül a had legnagyobb része, köztük maga Morelos mégis sértetlenül megmenekült. A vezér ezután Ocuitucón, Hueyapanon és Izúcaron keresztül Chiautlába vonult.
Néhány nappal az ostrom vége előtt, április 30-án Rayón Zinacantepecből elküldte Morelosnak frissen megalkotott alkotmánytervezetét, az Elementos Constitucionalest. A tervezet kimondta Új-Spanyolország függetlenségét Spanyolországtól, ám uralkodóként elismerte volna VII. Ferdinánd spanyol királyt, valamint tartalmazta egy úgynevezett egyházi Hűségbíróság megalkotásának és egy Protector Nacional kinevezésének tervét is, akinek joga lenne új törvények megalkotását vagy meglévők eltörlését javasolni.

#### Harmadik hadjárata

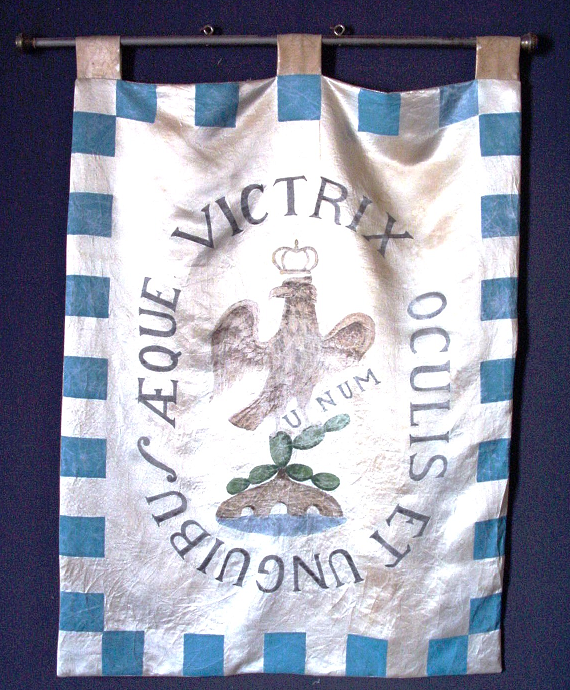
Morelos zászlója 1812-ben. Felismerhető benne a későbbi mexikói címer fő motívuma: a fügekaktuszra szállt sas

A hadjárat 1812. június 1-jén kezdődött meg, elsőként 7-én visszafoglalta az időközben a spanyolok kezére került Chilapát. A Huajuapan városában régóta ostromolt Valerio Trujano még május 17-én üzenetet küldött Morelosnak, amelyben a segítségét kérte, ezért ő útnak is indult, és július 23-án súlyos vereséget mért a várost támadó spanyolokra. A megfutamított ellenség mintegy 400 halotton kívül számos lovat, ezernél is több puskát és 30 ágyút hagyott hátra.
Ezt követően a felkelők juntája főparancsnokká (capitán generallá) nevezte ki Morelost, aki augusztus 10-én könnyedén elfoglalta Tehuacán városát. A ma Puebla állam területén fekvő település stratégiailag rendkívül fontos volt: amellett, hogy a környék mezőgazdasági terményeinek raktározási és kereskedelmi központjaként szolgált, öt fontos útvonal is találkozott itt, többek között a dél felé, Oaxacába és a kelet felé, Orizabába vezető út. Hogy mindezeket a jelentős útvonalakat és a környék kereskedelmét ellenőrizni tudja, valamint hogy felkészülhessen a további harcokra, néhány hónapra itt rendezkedett be. Fegyvereket és lőport gyártatott, ólom- és rézöntödéket alapított, valamint nekilátott csapatai újjászervezésének. Szeptember 12-én Matamorost helyettesévé, Galeanát pedig marsallá tette, de figyelmet fordított arra is, hogy az egyre növekvő létszámú seregben ne uralkodjon el a fegyelmezetlenség: mindent megtett, hogy az eddig meghódított területek egy-egy vidékén a már-már kiskirályként viselkedő önjelölt vezetőket is rászorítsa az engedelmességre. Ennek érdekében a kirívóan súlyos esetekben még halálbüntetést is kiszabott.
Október 28-án a felkelő seregek Tehuacánból kiindulva elfoglalták Orizabát. Bár a város helyi erőforrásokban nem bővelkedett, két okból mégis fontos szerepet játszott: egyrészt megnyílt az út a kikötőváros, Veracruz irányába, másrészt pedig hatalmas dohányraktárak voltak itt. Morelos nagy mennyiségű dohány elégetését rendelte el, hogy ezzel is csapást mérjen a spanyolokra: a dohány volt ugyanis a kormány egyik fő bevételi forrása.
Ahelyett azonban, hogy ezután Veracruz felé vette volna az irányt, úgy döntött, inkább a déli területek kulcsfontosságú városát, Oaxacát próbálja meg elfoglalni. November 10-én néhány vereség után el is indult Oaxaca felé, az ostromra 25-én került sor. Előbb azonban kísérletet tett a helyzet békés rendezésére: felajánlotta a helyieknek, hogy önként adják át a várost, cserébe sértetlenek maradnak. Ők azonban válaszul elsütöttek néhány ágyút, így nyilvánvalóvá vált, hogy harcra kerül sor. A felkelők serege könnyedén, kevesebb mint három óra alatt bevette a várost, Morelos Ignacio López Rayónnak írt beszámolója szerint mindössze 12 embert vesztettek. Szerényen hozzáteszi: ez nem az ő érdeme, hanem a függetlenség ügyét védelmező Guadalupei Szűzanyáé.
Amellett, hogy a város a hatalmas déli tartomány központja volt, sőt még a Peruba irányuló selyemexportot is innen szervezték, Oaxaca püspöki székhelyül is szolgált. A püspök, Antonio Bergosa y Jordán azonban még a felkelő csapatok megérkezése előtt távozott a városból, ezt Morelos utóbb sérelmezte. Oaxaca elfoglalását követően kivégezték a spanyolhű városvédők vezetőit, Antonio González Sarabiát és José María de Régules Villasantét, a káptalan felhalmozott vagyonát szétosztották az eleinte a lakosságot fosztogató, később megfegyelmezett katonák között, a junta pedig december 13-án ünnepélyes esküt tett.
Hogy megakadályozza a felkelők kormánya elleni kisebb szervezkedések létrejöttét, Morelos létrehozta a Közbizalmi és Védelmi Törvényszéket (Tribunal de Protección y Confianza Pública), amelynek a főbíró mellett két másik tisztviselője volt. 1813. január 29-én kiadott rendeletében meghozta első törvényeit (jórészt ezeken alapult a később megírt Sentimientos de la Nación című műve): többek között elrendelte, hogy Új-Spanyolországot többé egyetlen európai sem irányíthatja, csak a helyiek kormányzata. Az adók többségét eltörölte, csak a dohány jövedéki adója, a háború támogatására kirótt különadó valamint az egyháznak járó tized és egyéb kötelezettségek maradtak meg. Megtiltotta, hogy a rendelet kiadása előtt európaiakkal szemben fennálló adósságát bárki is visszafizesse, helyette az összeget a nemzet javára kellett befizetni. Megerősítette korábbi rendelkezését a rabszolgaság eltörléséről és kimondta, hogy mindenkit, függetlenül attól, hogy kreol, mesztic vagy indián származású, közös néven csak amerikainak kell nevezni.
Tovább folytatta a katonai kiképzést, a hadsereg fegyverforgató tagjainak meghatározott napokon meghatározott órákban gyakorlatokat szervezett, és hogy a belső viszályok csituljanak, megtiltotta többek között az egymás közti fogadással járó szerencsejátékokat.
Novembertől fogva Morelos elkezdte megküldeni észrevételeit és gondolatait Rayónnak az alkotmánytervezetről. Legtöbb elemével egyetértett, azonban a Napóleon által fogva tartott VII. Ferdinánd elismerését súlyos hibának tartotta. Sürgette, mint írta, a „függetlenség álarcának levételét, mivel már mindenki tudja VII. Ferdinánd sorsát”. A Protector Nacional kinevezésével egyetértett, de úgy gondolta, nem összesen egyre lenne belőle szükség, hanem püspökségenként egyre.
1812 végén vagy a következő év elején Oaxacában ismerte meg Francisca Ortizt, akitől 1814-ben megszületett José Ortiz nevű fia. 1813 februárjában ugyanitt megkezdődött a Correo Americano del Sur című újság kiadása (39 lapszámot ért meg és 4 különkiadást), de Morelos ekkor már következő hadjáratára indult.

#### Negyedik hadjárata és a chilpancingói kongresszus
1813 elejére hatalmas déli országrészek voltak már a felkelők kezében, a Tehuantepeci-földszorostól kezdve egészen Michoacánig. Ezen a területen egyetlen város maradt csak a spanyolok uralma alatt: Acapulco. Mivel Moreloshoz az a téves információ jutott el, hogy Napóleon már a dél-spanyolországi Cádiz kikötőjét is elfoglalta, egy esetleges francia támadástól tartva rendkívül fontosnak látta előbb Acapulco, majd Veracruz kikötővárosok birtokba vételét.

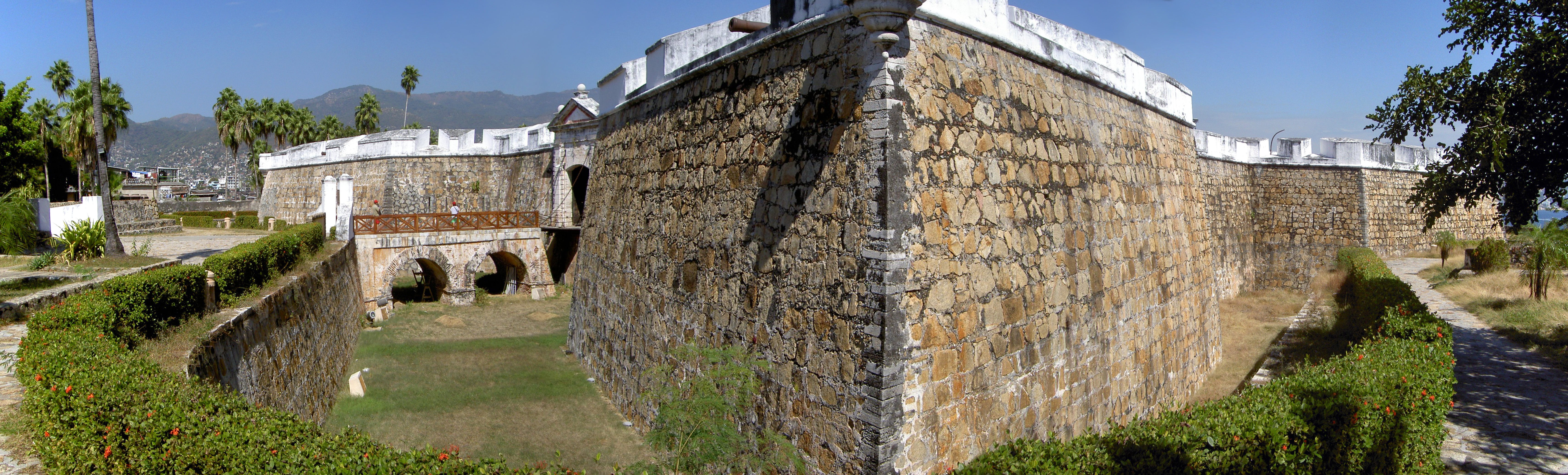
Az acapulcói San Diego-erőd

1813. február 9-én mintegy 3000 emberével így ismét Acapulco felé vette az irányt. 15-én Yanhuitlánba érkezett, ahol helyőrségül hátrahagyta Matamorost egy kisebb csapattal, majd Ometepecet március 7-én útba ejtve 26-án érte el Sabanát, ahol elkezdte Acapulco ostromának előkészítését. Morelos serege körülbelül 2000 főt számlált és csak néhány ágyúval volt felszerelve, a várost védő Pedro Vélez spanyol kapitánynak azonban képzett katonák sokasága állt rendelkezésére, valamint előnyt jelentett számára a tengerparti San Diego-erőd, amit több brigantin és egyéb hadihajó is védelmezett.
A támadás április 6-án kezdődött. Hermenegildo Galeana osztaga hamar elfoglalta a Cerro Iguana nevű hegyet, ahol ezután Morelos a főhadiszállását rendezte be. Hat napon át heves támadások sorozatát indították a város ellen, ezekben Morelos személyesen is részt vett. Két alkalommal csak hajszálon múlt az élete: ágyúgolyók súrolták testét. Végül 12-én végső támadást rendelt el. Bár a védők kezdetben szívósan ellenálltak, egy lőszeres hordó felrobbanása megfutamította a kórházban berendezkedett spanyolokat, ez pedig a vízi erődbe való visszavonulásra kényszerítette többi társukat is. A város főterét így az esti órákra már a felkelők birtokolták. Bár a foglyokat ezúttal nem végezték ki, a győztes felkelők fosztogatása és részeg dorbézolása elé még Morelos szigorú tiltása sem tudott akadályokat gördíteni.
Pedro Vélez emberei azonban még tartották a San Diego-erődöt. A felkelők így hónapokon keresztül azzal voltak elfoglalva, hogy kifüstöljék őket onnan, ez végül csak augusztus 20-án sikerült. Ezalatt más hadszíntereken a spanyolok újra erőre kaptak.
Morelos eközben politikai ügyekkel is el volt foglalva. A zitácuarói junta két képviselője, José Sixto Verduzco és José María Liceaga szembefordult Ignacio López Rayónnal: azzal vádolták, hogy fanatizmussal és rossz szándékkal cselekszik, célja pedig a teljes egyeduralom megszerzése. Ezt egy Morelosnak írt levelükben is megfogalmazták. Ő békítőleg próbált fellépni az ügyben, azonban ezért Rayón őt is megvádolta, hogy szembefordult vele. Május 13-án Rayónnak és Liceagának azt a javaslatot tette, hogy Chilpancingóban üljenek össze a junta tagjai, reformálják meg a testület működését és rendezzék viszonyukat egymással. Néhány nap múlva azonban belátta, hogy a juntában csak hatalmi és presztízsharcok folynak, az ő katonai sikerei viszont egyre inkább arra hivatták el, hogy ő irányítsa az egész függetlenségi mozgalmat. Ezért, és mivel Carlos María de Bustamante is ezt javasolta, úgy döntött, hogy egy teljesen új, a juntát helyettesítő kongresszust fog összehívni.

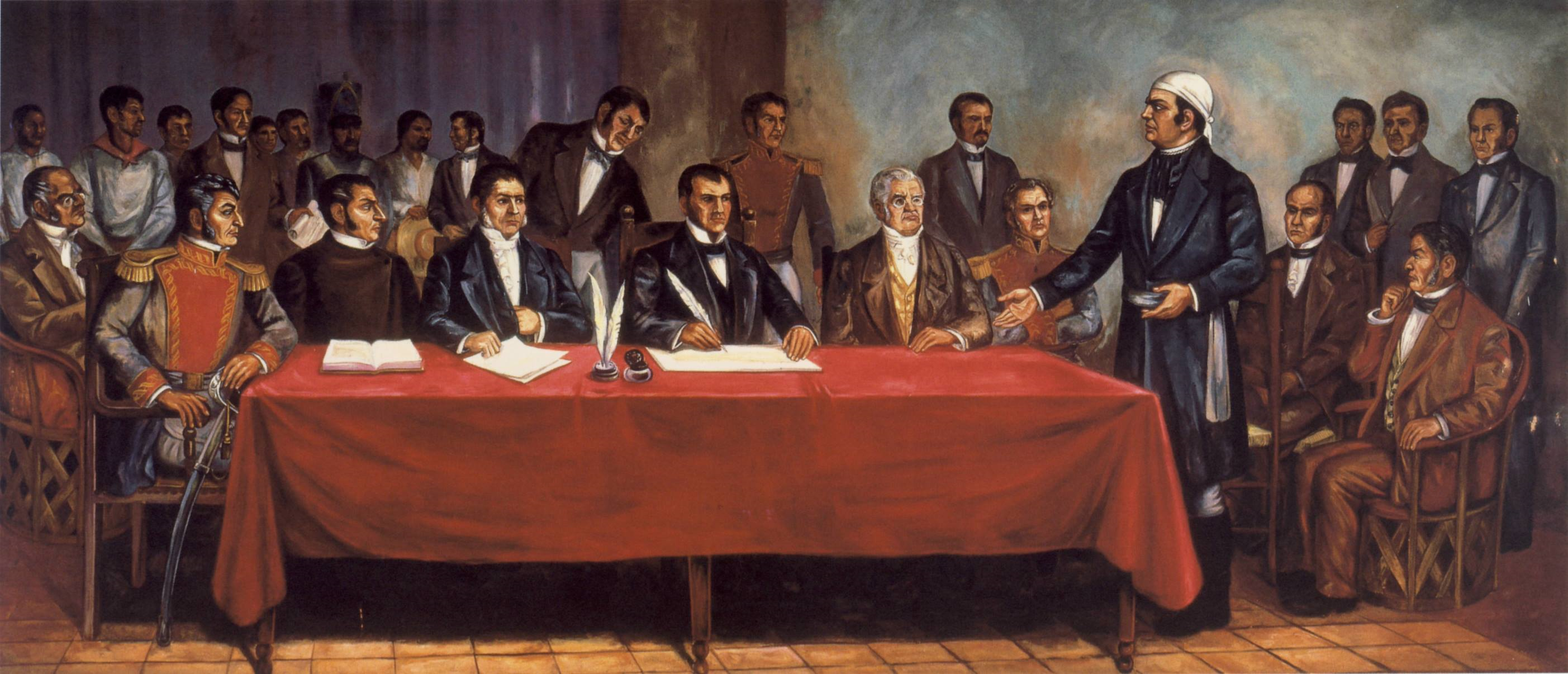
Festmény a kongresszusról. Morelos az asztal jobb szélén áll

Június 28-án bocsátotta ki felhívását, amelyben bejelentette, hogy a kongresszusra Chilpancingóban kerül sor. Augusztus 31-én indult el Chilpancingóba, ahol szeptember 11-én megalkotta a kongresszus működési szabályzatát. A kongresszus alkalmából Chilpancingót Morelos az „ország” fővárosává nyilvánította. Az első ülések szeptember 13-án kezdődtek meg: megválasztották a képviselőket és Juan Nepomuceno Rosains felolvasta Morelos irományát, a Sentimientos de la Naciónt (A Nemzet Érzelmei). Ebben az alkotmánytervezetül is szolgáló művében összefoglalta céljaikat, melyek közül a legfontosabbak Amerika (azaz Mexikó) függetlensége, a római katolikus vallás kizárólagossá tétele (a Rayón által javasolt Hűségbíróság létrehozása nélkül), a rabszolgaság eltörlése, az adók csökkentése, a jogegyenlőség és annak a kimondása voltak, hogy minden hatalom a népé, azt választott képviselők útján gyakorolhatja.
Morelos megnyitó beszédében kijelentette, hogy mivel ők most hatmillió amerikai ember sorsáért felelősek, elkerülhetetlen a harc egy, a spanyoloknál is fenyegetőbb ellenség, az anarchia és egy esetleges polgárháború ellen. A helyzetet egy fiókáit védelmező sashoz hasonlítva elmondta: „A tollak, amelyek bennünket oltalmaznak, a biztonságunkat védő törvények lesznek, a félelmetes karmok a szervezett hadseregek, az éles, mindenen áthatoló és előre látó szemek pedig Őfelsége, a Kongresszus mély bölcsessége.”
A képviselők ezután kimondták, hogy a kongresszus a hatalmi ágak szétválasztási elvének megfelelően kizárólag a törvényhozással foglalkozik, a végrehajtó hatalmat pedig arra bízzák, akit majd főtábornokká (generalísimo) választanak. 15-én Morelost választották meg erre a tisztségre. 18-án kimondták a korábbi junta feloszlatását, november 6-án pedig kiadták az Acta Solemne de la Declaración de Independencia de la América Septentrional (Ünnepélyes Okirat Észak-Amerika Függetlenségének Kinyilvánításáról) című függetlenségi iratot, amelyen Morelos aláírása nem szerepel.

#### Ötödik hadjárata

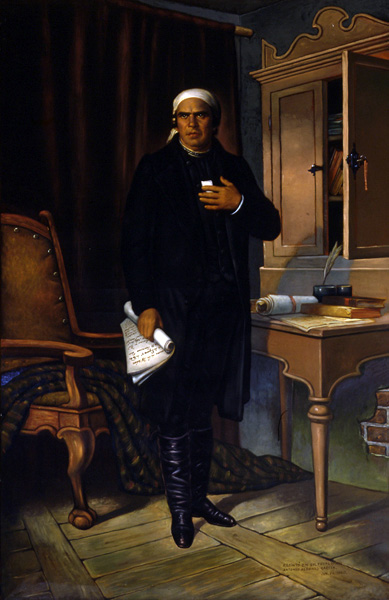
Festmény Morelosról 1865-ből

A kongresszus tagjai úgy gondolták, munkájukat Morelos szülővárosában, a kulcsfontosságú, de még a spanyolok kezén levő Valladolidban folytatják majd. Morelos hadserege ezért 1813. november 8-án a város felé indult, hogy megostromolja azt. Cutzamalát elérve egyesültek Matamoros, Nicolás Bravo és Galeana csapataival. December 23-án és 24-én a Santa María-i domboknál Ciriaco de Llano és Agustín Iturbide seregei visszaverték őket, majd Chupíónál és január 5-én Puruaránnál újabb vereségeket szenvedtek. Itt esett fogságba Matamoros is, akit Valladolidban hamarosan ki is végeztek. Amikor Morelos nyáron Matamoros mellett másik tehetséges vezértársát, Galeanát is elvesztette, így kiáltott fel: „¡Acabaron mis dos brazos: ya no soy nada!” („Vége a két karomnak, már egy semmi vagyok!”)
Amikor Morelos visszatért Tlacotepecbe, Liceaga a székhelyét időközben ide áthelyező kongresszus elnökeként azt javasolta Morelosnak, mivel nélküle lehetetlen volt az ülések megtartása, hogy fogadja el, hogy megvonják tőle a végrehajtó hatalom vezetését. Ő ezzel egyet is értett, ezért 1814. március 14-én megfosztották ettől a tisztségétől, főtábornoki rangját viszont megtartotta.
A hónap végén elrendelte Acapulco felgyújtását, majd a királypártiak által üldözve Apatzingánba érkezett, ahol október 22-én a kongresszus kiadta az apatzingáni alkotmányt (Decreto Constitucional para la Libertad de la América Mexicana), melynek ő is egyik szerzője volt (az utolsó fejezetekben működött közre). Ezután Morelost, José María Liceagát és José María Cost megválasztották, hogy vezessék az újonnan létrejött kormányzatot. Az alkotmány elfogadásának napján hálaadó misét és táncos bankettet is tartottak, Morelos pedig kijelentette, ez volt életének legboldogabb napja.

### Utolsó éve
Ezek után már csak a kormányzás megszervezésével törődött, katonai feladatokat nem vállalt. A következő egy évben még rengeteg helyen járt: Tancítaro és Uruapan után visszatért Apatzingánba, ahonnan december 16-án indult tovább. 1815 májusában a kormány elhagyta addigi székhelyét, Ariót; Morelos Cutzamalába, Tlalchapába, majd Puruaránba ment, augusztusban pedig ismét Uruapanba. Mivel a spanyolpártiak üldözték őket, a kongresszus Tehuacánba költözött, Morelos pedig szeptember 28-án Huetamo, Cuztamala és Tlalchapa irányába indult, november 2-án érkezett Atenango del Ríóba, 3-án Temalacába, 5-én pedig a Pilcaya felé vezető úton Manuel de la Concha seregei rátámadtak.

#### Elfogása és kivégzése

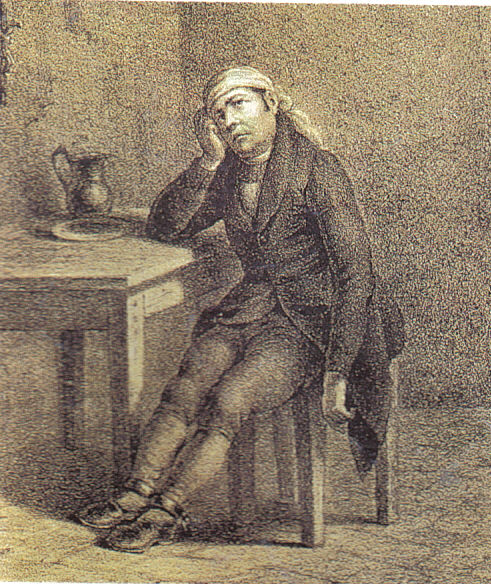
19. századi kép a rab Morelosról

Már amikor megtudta, hogy a spanyol seregek a nyomában vannak, úgy rendelkezett, hogy a kongresszus, a törvényszék és a végrehajtó hatalom emberei meneküljenek addig, amíg ő szembeszáll az ellenséggel. Seregei egy dombon sorakoztak fel, három részre osztva, a középsőt, mely két kis ágyúval rendelkezett, ő maga irányította. A spanyolok hamar szétverték a José María Lobato által vezetett jobb szárnyat, ez pedig zavarodást okozott a teljes felkelő hadban. A bal szárnyat irányító Nicolás Bravo ekkor odalépett Moreloshoz és kinyilvánította, hogy az ő oldalán harcolva akar meghalni, a főtábornok azonban ezt visszautasította és úgy rendelkezett, Bravo is segítsen a kormányzat menekülő tagjainak.
Morelos néhány emberével az utolsó töltényig harcolt, majd egy erdőbe menekült, ott azonban Matías Carranco csapatai utolérték és foglyul ejtették, 28 társával együtt. Carranco 1812-ben állt át a felkelők oldaláról a spanyolokhoz, éppen Morelossal való személyes nézeteltérései miatt. A 29 fogolyból csak Morelost és José María Morales káplánt hagyták életben, a többieket ott helyben agyonlőtték.
Úgy gondolta, hogy mivel harc közben fogták el, katonai törvényszék ítélkezik majd fölötte, az alkirály és az érsek azonban jobbnak látta egy nagyobb szabású, elrettentő célzatú eljárás lefolytatását a fogoly ellen. Az eljárás helyszínéül Mexikóvárost jelölték ki, ezért a foglyot oda szállították. Útközben, november 13-án Tepecuacuilcóból levelet írt akkor 12 éves Juan Nepomuceno fiának:
Tepecuacuilco, 1815. november 13.
Szeretett fiam, Juan:
Talán azokban a pillanatokban, amikor ezt írom, nagyon messze leszel a közelgő halálomtól. A halottak ezen havának 5-ik napján foglyul ejtettek a gachupínek (spanyolok) és affelé haladok, hogy ez a kegyetlen Calleja elítéljen. A halál semmi, amikor a hazáért halunk meg, és én lelkiismeretem szerint és amerikaiként cselekedtem. Isten mentse meg a hazámat, melynek reménye velem együtt a sírba száll. Mentsd meg magad, és remélem, azokkal leszel, akik segítik a még megmaradtakat befejezni a munkát, melyet a halhatatlan Hidalgo megkezdett. Nem marad más hátra, mint hogy megbízzalak, ne feledd, hogy milyen szent ügyért áldoznak fel engem és hogy bosszuld meg a halottakat. Maga Carranco fogja átadni neked, legalábbis ezt ajánlja nekem, amit a kis leltár tartalmaz, megbízva, hogy add át a zsebkést és egy ölelést don Rafael Valdovinos jóbarátomnak. Fogadd áldásomat és bocsásd meg Carranco becstelenségét.
Apád, José María Morelos.
Megbízlak azzal, hogy a Rózsafüzér királynője képet, mely társamul szolgált, visszajuttasd a carácuarói plébániára. Isten veled.

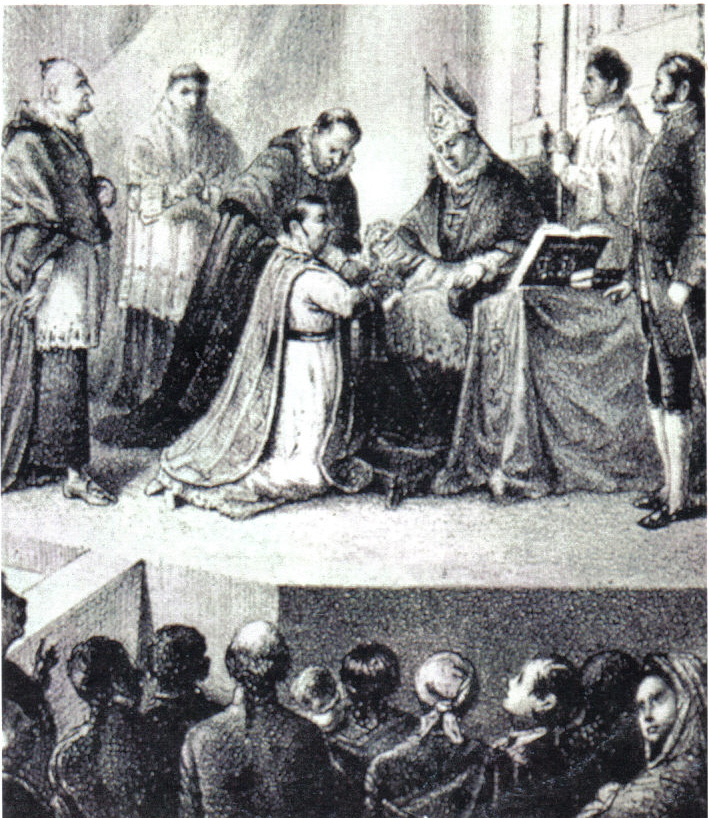
Morelos megfosztása egyházi tisztségétől 1815. november 27-én

Később rövid ideig a cuernavacai Palacio de Cortésben és – a ma Mexikóváros Tlalpan kerületéhez tartozó – San Agustín de las Cuevasban is fogva tartották, majd 22-én érkeztek meg a fővárosba, ahol az inkvizíció titkos börténébe zárták. Itt kihallgatták, majd az egyház 24-én úgy ítélkezett, Morelost megfosztja minden egyházi tisztségétől, sőt 27-én az inkvizíció eretnekké, valamint Isten, a király és a pápa elárulójává is nyilvánította. Ezután a szentszéki bíróság saját kápolnájában került sor a lefokozási ceremóniára, majd a foglyot átadták a világi bíróságnak és 28-án a citadellába szállították, ahol az alkirály által megbízott Manuel de la Concha ezredes kezdte vallatni.
A perben az egyház részéről megbízott bíróként Félix Flores Alatorre, a világi hatalom részéről Miguel Bataller hadbíró vett részt, az ítélőbírók Pedro de Fonte és maga Félix María Calleja alkirály voltak. Morelos védelmét José María Quiles próbálta ellátni.
Bataller először azt szerette volna büntetésül, hogy Morelost lőjék hátba, fejét vágják le, a levágott fejet állítsák ki Mexikóváros főterén egy vasketrecben, levágott jobb kezét pedig Oaxacában tegyék közszemlére, ugyancsak elrettentésül. Calleja azonban elvetette a test megcsonkítását (sőt, a kivégzés után azonnali egyházi temetést javasolt), az ítéletet pedig nem Mexikóvárosban szerette volna végrehajtatni, hanem valamelyik környező településen. Így esett a választás a december 20-án megszülető ítéletben San Cristóbal Ecatepecre.

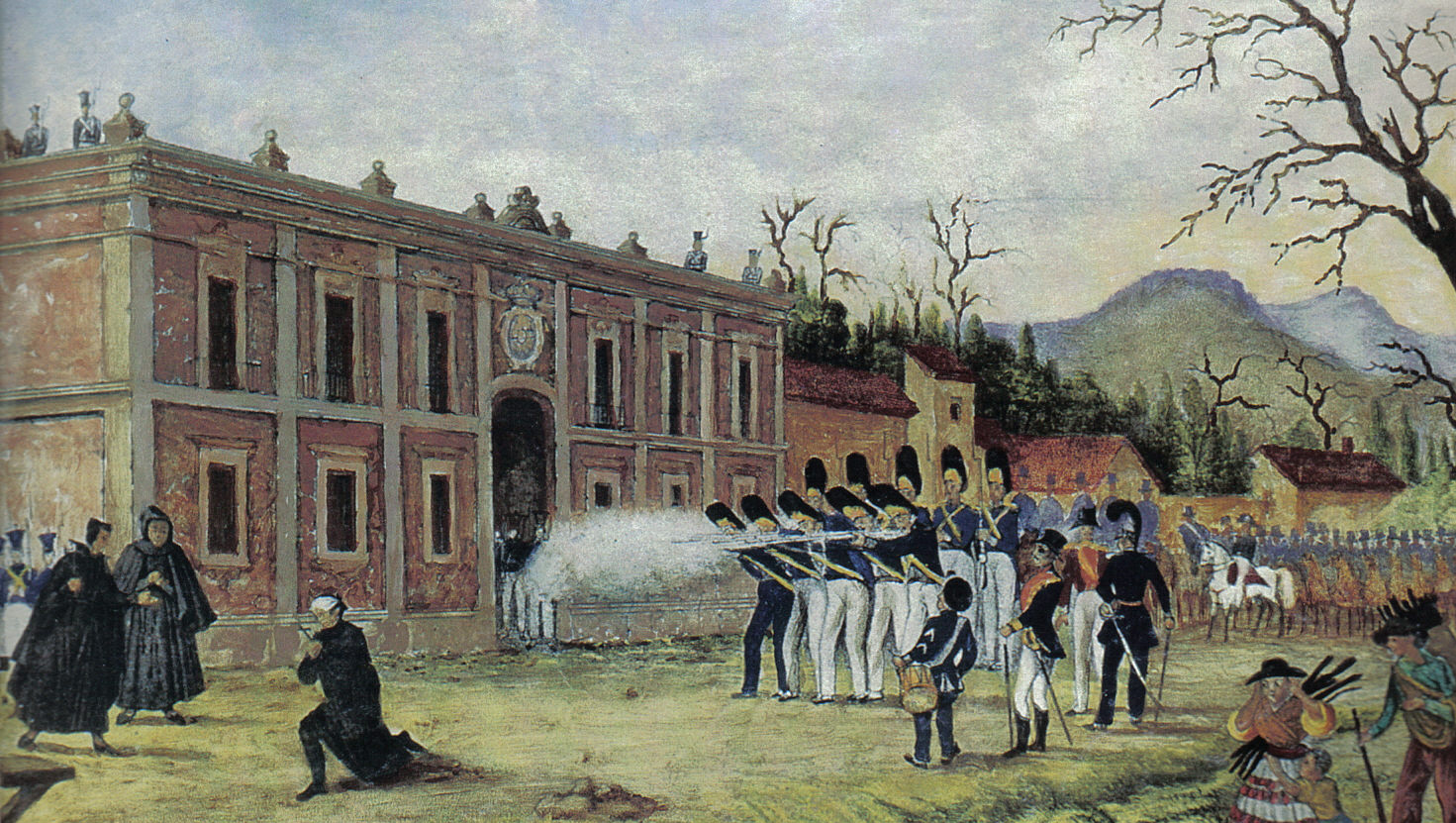
Morelos kivégzése Ecatepecben

Morelost december 22-én vezette ki a börtönből Concha ezredes. Útban Ecatepec felé közölték vele, hogy agyonlövik. Amikor a Guadalupe-székesegyház mellett haladtak el, Morelos megkérte őrzőjét, hadd imádkozzon a Pocito-kápolnában. Erre engedélyt kapott.
Délután 1 és 2 óra között érkeztek meg Ecatepecbe. Morelos ekkor kijelentette, hogy éhes. Utoljára egy csicseriborsós marhahúslevest evett, majd teljes nyugalomban elszívott egy szivart. Concha ezredestől egy öleléssel búcsúzott, majd kért egy feszületet, és letérdelve várta az életét kioltó sortüzet. Bár eleinte nem akarta, hogy szemét bekössék, de mivel ehhez nagyon ragaszkodtak, végül ő kötötte be saját magának. Ezekkel a szavakkal búcsúzott az élettől: „Uram, ha jól cselekedtem, azt tudod, ha rosszul, elfogadom végtelen irgalmadat”.
Holttestét az ecatepeci parókia panteonjában helyezték el, majd 1823-as exhumálása után Mexikóvárosba szállították. A 20. század elején elterjedt, hogy a holttest valójában már nincs meg, mert fia, Juan Nepomuceno Almonte elvitte a kriptából, azonban ezt a hírt nem tudta bizonyítani senki. A dr. Nicolás León által antropológiai vizsgálatoknak is alávetett holttestet 1925-ben a mexikóvárosi Függetlenség-emlékmű alá temették el.

## Emlékezete
Ma Morelost Mexikó egyik legnagyobb nemzeti hősének tartják. Róla nevezték el az 1869. április 17-én Benito Juárez elnök rendeletével létrehozott Morelos államot, valamint országszerte 19 község és több mint 400 település neve tartalmazza a Morelos szót, köztük Mexikó legnagyobb lakosságú községéé, Ecatepec de Morelosé.
Moreliai és cuautlai lakóházában múzeumot alakítottak ki, valamint a függetlenségi harc kitörésének 200. évfordulója óta az ő nevét viseli az Universidad Autónoma del Estado de México történelmi múzeuma is.
Az 1985. június 17-én felbocsátott első mexikói műhold a Morelos–1 nevet kapta, amit november 27-én a Morelos–2 követett.

### Művészi ábrázolásai, emlékművei

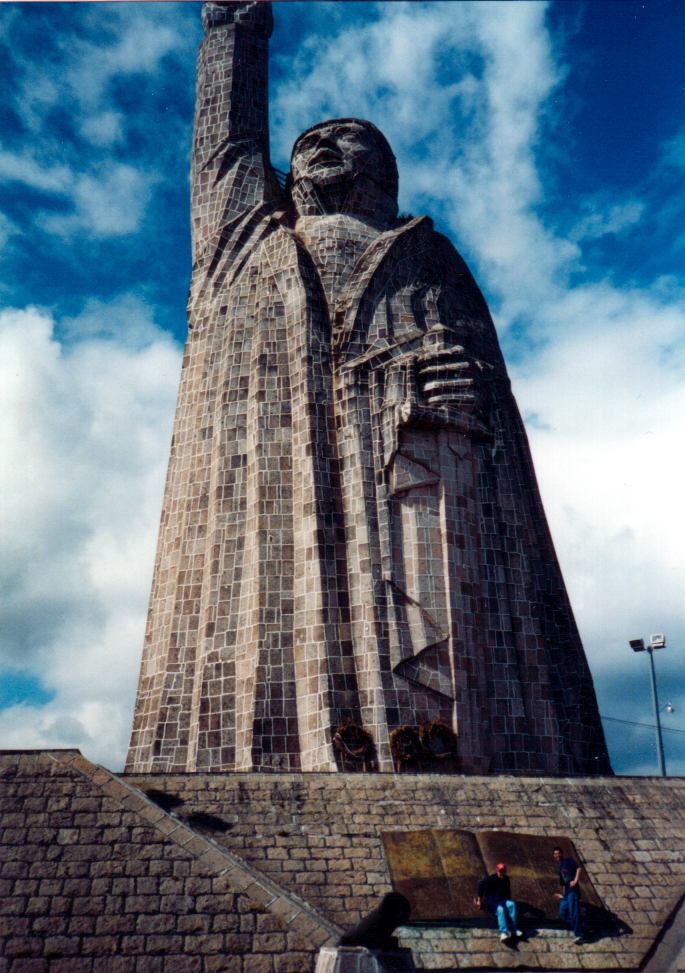
Mexikó második legmagasabb szobra, a janitziói Morelos-emlékmű

Morelos az egyik legismertebb mexikói történelmi személyiség, számtalan műalkotás őrzi átható tekintetét és jellegzetes, elmaradhatatlan fejkendőjét (úgynevezett paliacatéjét). Hogy ezt miért viselte állandóan, arra több magyarázatot is adtak a kutatók. Valószínű, hogy nemcsak a Nap ellen védte a fejét, hanem idegi eredetű, erős fejfájással járó betegsége miatt is hordta a kendőt, talán nedves gyógyfüveket odaszorítva vele halántékához. Lucas Alamán történész szerint, aki kortársa volt, Morelost fiatal korában, amikor lóháton üldözött egy bikát, baleset érte: leesett a lóról és egy faág maradandó sérülést okozott az orrán, ezt a sebet azonban a későbbi ábrázolások nem mutatják.
Morelosról összesen két kortárs műalkotás ismert. Az első egy festmény, amely 1812-ben készült Oaxacában és melyet a Museo Nacional de Historia nevű nemzeti történelmi múzeumban őriznek. Ezen a képen Mariano Matamorostól ajándékba kapott, fekete és piros színű, arany selyemszálakkal díszített katonai főkapitányi egyenruháját viseli, nyakában pedig Puebla püspökének keresztje lóg, paliacatéje szintén fekete. A kép készítője egy misték indián lehetett, neve nem ismert.
A másik alkotás Morelos viaszképmása, ezt José Francisco Rodríguez készítette. Morelos itt profilból látható, és főként nem katonai érdemei, hanem inkább papi mivolta került rajta kihangsúlyozásra. Mai szemmel nézve szokatlan, hogy kendője itt nem a fején, hanem a nyakán helyezkedik el. Készült viszont hamarosan egy ehhez igen hasonló viaszképmás is (Islas névvel aláírva), melyen viszont a kendő a „megszokott” helyén található: a fején, hátul megkötve.
Később a legtöbb Morelost ábrázoló alkotás ezen művek alapján készült. Arcvonásai szinte minden esetben kemények, szigorúak, állkapcsa erős, előre ugró, tekintete többnyire komor. Néhány ezektől eltérő ábrázolás is született róla, Santiago Hernández egyik litográfiáján például (ami elfogását ábrázolja) Morelos parasztruhában jelenik meg, Primitivo Miranda pedig ugyanezt a jelenetet bemutatva egy ijedt tekintetű Morelost jelenített meg.
Nemcsak portrék és falképek ábrázolják Morelost, hanem számos emlékmű is. Egyik legismertebb közülük egész Mexikó második legmagasabb szobra: a Janitzio szigetén emelkedő emlékmű. Ennek a 40 méter magas szobornak a belsejében egy kilátót is kialakítottak. Mexikóvárosban Morelos születésének és halálának századik évfordulóján is állítottak egy-egy nagyszabású emlékművet: 1865-ben Miksa császár avatta fel a függetlenségi hős lovasszobrát, 1915-ben pedig a Colegio Militar kezdeményezésére emeltek neki szobrot a Plaza de Ciudadela téren. Emlékmű emelkedik Temalaca mellett is, azon a helyen, ahol 1815-ben Carranco foglyul ejtette.
Morelos arcképe az 50 pesós bankjegyen is megjelenik. Mellette egy kis rajzon látható az általa használt zászló, két egymást keresztező ágyú és annak az íjhoz hasonló jelképnek a stilizált változata, amely azon a pénzen jelent meg, amit Morelos adott ki.
Életét több film is feldolgozza több-kevesebb történelmi hűséggel. Már 1943-ban megjelent az El padre Morelos és az El rayo del sur, amelyekben Domingo Soler alakítja őt, majd 2012-ben mutatták be a Dagoberto Gama főszereplésével készült Morelos című játékfilmet. Alakja megjelenik a függetlenségi háború korát bemutató teleregényekben és minisorozatokban is, így az először 1996-ban sugárzott La antorcha encendidában, a 2010-es Gritos de muerte y libertadban és az ugyancsak 2010-es Héroes de carne y huesóban is. Ezekben a sorozatokban Morelos szerepét sorban Sergio Reynoso, Alberto Estrella és José Juan de la O. játssza.